# Lista de deputados estaduais do Espírito Santo da 3.ª legislatura
Esta é a lista de deputados estaduais do Espírito Santo para a legislatura 1955–1959. Nas eleições, foram eleitos 32 deputados estaduais.

## Composição das bancadas
| Partido | Líder                    | Bancada | Posição      |
| ------- | ------------------------ | ------- | ------------ |
| PSD     | Alfredo Antônio          | 12 / 32 | Independente |
| PTB     | José Alexandre Buaiz     | 8 / 32  | Governo      |
| UDN     | Emílio Roberto Zanotti   | 4 / 32  | Oposição     |
| PSP     | Clóvis Stenzel           | 3 / 32  | Oposição     |
| PRP     | Osvaldo Zanello          | 2 / 32  | Governo      |
| PR      | Antônio Bezerra de Faria | 2 / 32  | Governo      |
| PDC     | João Rios                | 1 / 32  | Independente |

## Deputados Estaduais
Estavam em jogo 32 cadeiras da Assembleia Legislativa do Espírito Santo. Foram apurados 170.666 votos válidos (94,68%), 5.250 votos em branco (2,91%) e 4.339 votos nulos (2,41%) resultando no comparecimento de 180.255 eleitores.
| Número | Deputados estaduais eleitos      | Partido | Votação | Percentual | Cidade onde nasceu      | Unidade federativa  |
| 44968  | Osvaldo Zanello                  | PRP     | 3.633   | 2,07%      | Ribeirão Preto          | São Paulo           |
| 20422  | Antônio Bezerra de Faria         | PR      | 3.343   | 1,90%      | Vila Velha              | Espírito Santo      |
| 41593  | Alfredo Antônio                  | PSD     | 3.216   | 1,83%      | Serra                   | Espírito Santo      |
| 22382  | Eurico Resende                   | UDN     | 2.910   | 1,65%      | Ubá                     | Minas Gerais        |
| 14969  | Eli Junqueira                    | PTB     | 2.828   | 1,61%      | Ecoporanga              | Espírito Santo      |
| 14786  | José Alexandre Buaiz             | PTB     | 2.826   | 1,61%      | Vitória                 | Espírito Santo      |
| 44678  | Antenor Hermínio Bassini         | PRP     | 2.553   | 1,45%      | Castelo                 | Espírito Santo      |
| 14369  | Argilano Dario                   | PTB     | 2.552   | 1,45%      | São José do Campestre   | Rio Grande do Norte |
| 14668  | José Rodrigues de Oliveira       | PTB     | 2.550   | 1,46%      | Cariacica               | Espírito Santo      |
| 41740  | Dylio Penedo                     | PSD     | 2.519   | 1,43%      | Cachoeiro de Itapemirim | Espírito Santo      |
| 41597  | Dalton Penedo                    | PSD     | 2.498   | 1,42%      | Cachoeiro de Itapemirim | Espírito Santo      |
| 41981  | Francisco Schwartz               | PSD     | 2.465   | 1,40%      | Santa Leopoldina        | Espírito Santo      |
| 41209  | Tuffy Nader                      | PSD     | 2.452   | 1,39%      | Vila Velha              | Espírito Santo      |
| 41942  | Henrique Pretti                  | PSD     | 2.403   | 1,37%      | Santa Teresa            | Espírito Santo      |
| 41995  | Joaquim Perciano de Oliveira     | PSD     | 2.349   | 1,34%      | São Mateus              | Espírito Santo      |
| 41978  | Dirceu Cardoso                   | PSD     | 2.346   | 1,33%      | Miracema                | Rio de Janeiro      |
| 17396  | João Rios                        | PDC     | 2.338   | 1,33%      | São José do Calçado     | Espírito Santo      |
| 41290  | Judith Leão Castello Ribeiro     | PSD     | 2.218   | 1,26%      | Serra                   | Espírito Santo      |
| 14861  | Isaac Lopes Rubim                | PTB     | 2.181   | 1,24%      | Alegre                  | Espírito Santo      |
| 14951  | Luiz Batista                     | PTB     | 2.176   | 1,24%      | Ibiraçu                 | Espírito Santo      |
| 41629  | Pedro Saleme                     | PSD     | 2.165   | 1,23%      | Laranja da Terra        | Espírito Santo      |
| 41778  | Arsílio Caiado Ferreira          | PSD     | 2.164   | 1,23%      | Piúma                   | Espírito Santo      |
| 41952  | Eugênio de Souza Paixão          | PSD     | 2.099   | 1,19%      | Guaçuí                  | Espírito Santo      |
| 14372  | Evaldo Ribeiro de Castro         | PTB     | 2.093   | 1,19%      | Rio Novo do Sul         | Espírito Santo      |
| 46956  | Clóvis Stenzel                   | PSP     | 2.070   | 1,18%      | Osório                  | Rio Grande do Sul   |
| 20334  | Pedro Vieira Filho               | PR      | 2.044   | 1,16%      | Viana                   | Espírito Santo      |
| 22468  | Gustavo Wernersbach              | UDN     | 1.967   | 1,12%      | Domingos Martins        | Espírito Santo      |
| 14835  | Nello Borelli                    | PTB     | 1.939   | 1,10%      | Cachoeiro de Itapemirim | Espírito Santo      |
| 22738  | Emílio Roberto Zanotti           | UDN     | 1.861   | 1,06%      | Santa Teresa            | Espírito Santo      |
| 22406  | Sebastião Cipriano do Nascimento | UDN     | 1.855   | 1,05%      | Brejetuba               | Espírito Santo      |
| 46101  | José Cupertino Leite de Almeida  | PSP     | 1.700   | 0,97%      | Marilândia              | Espírito Santo      |
| 46903  | Fernando Teixeira Leite          | PSP     | 1.468   | 0,83%      | Conceição do Castelo    | Espírito Santo      |